# Sigmund Hein
Sigmund Hein (* 6. Februar 1868 in Freiwaldau, Österreichisch Schlesien; † 16. Dezember 1945 in Wien) war ein österreichischer Lepidopterologe.

## Leben
Sigmund Hein, 1868 in Freiwaldau geboren, wurde, nachdem er die Kadettenschule in Liebenau absolviert hatte, Berufsoffizier in der
K.u.k. Armee. 1905 wurde er zum Hauptmann befördert und nach dem Ersten Weltkrieg als Oberst in den Ruhestand versetzt. Er ließ sich in Linz nieder, wo er als Vorsitzender der „entomologischen Arbeitsgemeinschaft“ tätig war.
Sigmund Hein verstarb 1945 im Alter von 77 Jahren in Wien.

## Wirken
Wechselnde Garnisonen während seiner Militärlaufbahn,  wie etwa jene in Sandschak Novi Pazar, Graz, Marburg an der Drau, Görz, Imst, Jungbunzlau, Cavalese oder Olmütz, ermöglichten es ihm, aus den verschiedensten Regionen der österreichisch-ungarischen Monarchie eine reichhaltige Kollektion von Schmetterlingen zusammenzutragen. Daneben betrieb Hein erfolgreich die Aufzucht von Schmetterlingen. Sein besonderes Interesse galt den Geometriden und hier der Gattung Eupithecia.

## Werke
- Aufsatz in: Jahresbericht des Wiener Entomologischen Vereins 22, 1911;
- Aufsätze in: Zeitschrift des österreichischen Entomologischen Vereins 5, 1920, 11, 1926, 13, 1928, 14, 1929, 18, 1933, 20, 1935 und 21, 1936;